# Sojus-18-Nunatak
Der Sojus-18-Nunatak (russisch Нунатак Союз-18 Nunatak Sojus-18) ist ein Nunatak in den Prince Charles Mountains des ostantarktischen Mac-Robertson-Lands. Er ragt südwestlich der Seavers-Nunatakker nahe dem Kopfende des Fisher-Gletschers auf.
Russische Wissenschaftler benannten ihn. Namensgeber ist die sowjetische Raummission Sojus 18 aus dem Jahr 1975.